# 若温
若温是葡萄牙波尔图区的一个堂区。总面积7.79平方公里，总人口7112人，人口密度913人/平方公里。